# Summa de arithmetica
La  Summa de arithmetica, geometria, proportioni et proportionalita (Riassunto dell'aritmetica, geometria, proporzioni e proporzionalità) è un libro di matematica scritto da Luca Pacioli (1445-1517) e pubblicato come prima edizione a Venezia nel 1494 e la seconda nel 1523 dedicato a Guidobaldo da Montefeltro suo ospite e allievo. L'opera allega anche una lettera di ringraziamento al finanziatore certo Marco Sanudo, patrizio veneziano pretore designato di Bergamo: consumatissimus astrologus, in Arithmetica e eminentissimus in Geometria excellentissimus.

Il testo contiene un riassunto completo della matematica del Rinascimento, compreso l'aritmetica pratica, l'algebra di base, la geometria di base e contabilità. Nella Biblioteca nazionale Marciana di Venezia si conservano le rare edizioni dello scritto. L'essere scritto in lingua volgare, italiano con qualche espressione in dialetto veneziano, e con i numeri arabi, lo rese di enorme interesse..

## Storia
Summa de arithmetica fu composta per un periodo di decenni attraverso il lavoro di Pacioli come professore di matematica, e fu probabilmente intesa come un libro di testo e un lavoro di riferimento per studenti di matematica e affari, specialmente tra la classe media mercantile dell'Italia settentrionale. Fu pubblicato da Paganino Paganini. Il libro fu originariamente pubblicato a Venezia nel 1494 da Paganini, con un'identica seconda edizione stampata nel 1523 a Toscolano.
Mentre il testo conteneva poco o nessun lavoro matematico originale di Pacioli, era il testo matematico più completo mai pubblicato all'epoca. La sua completezza e chiarezza (e la mancanza di qualsiasi altra opera simile disponibile in stampa) ne fecero un punto di riferimento fondamentale per i matematici europei nel corso del XVI secolo e oltre. La reputazione della Summa valse a Pacioli un matematico e intellettuale ispirato Ludovico Sforza, duca di Milano, a invitarlo a servire come docente di matematica nella corte ducale, dove Pacioli fece amicizia e collaborò con Leonardo da Vinci.

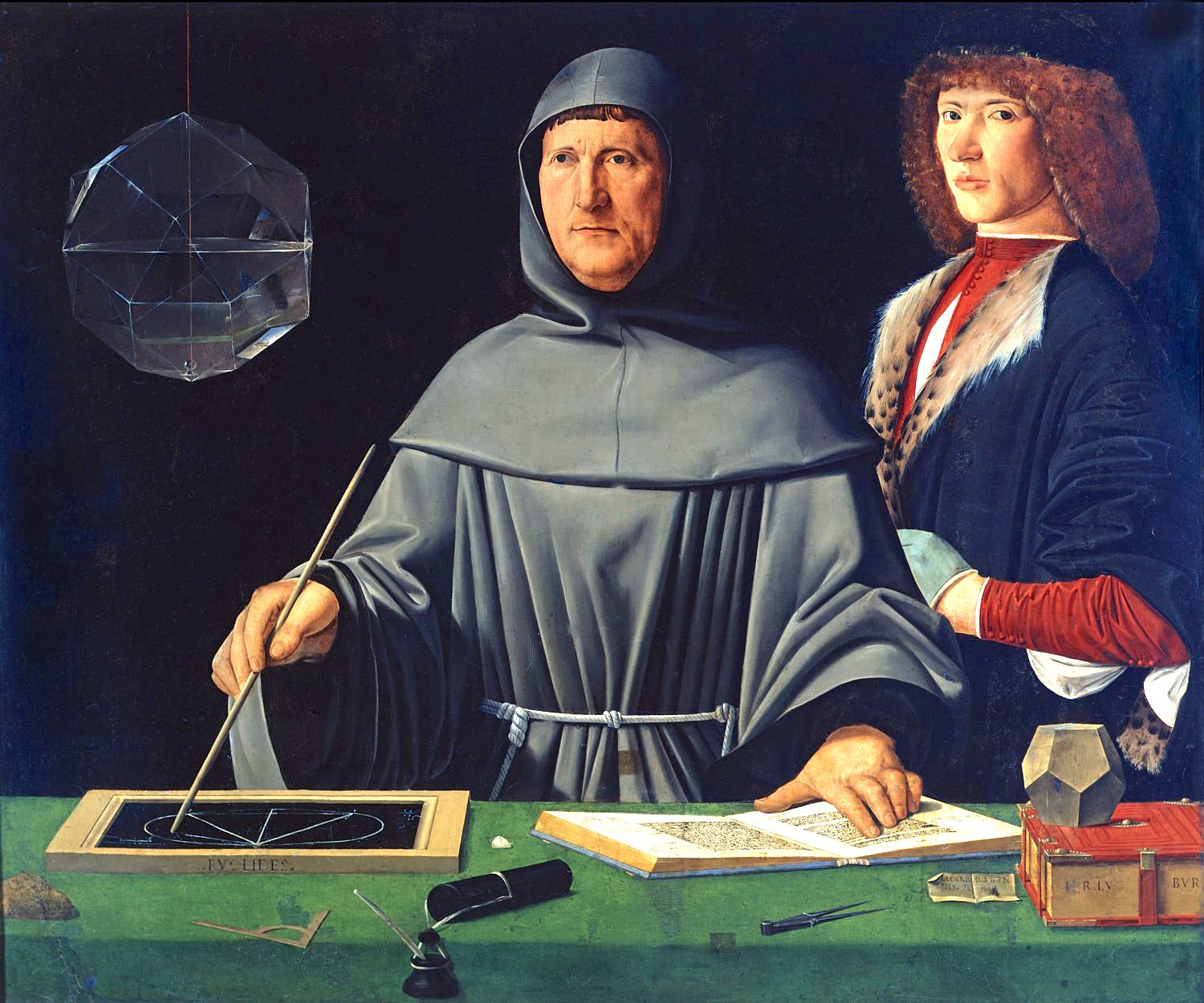
Ritratto di Luca Pacioli

Il libro segna anche l'inizio di un movimento nell'algebra del XVI secolo verso l'uso dell'argomentazione logica e dei teoremi nello studio dell'algebra, seguendo il modello della geometria classica greca stabilita da Euclide. Include il primo esempio stampato di un insieme di segni più e meno che sarebbero diventati standard nella matematica del Rinascimento italiano: 'p' con una tilde sopra (p̄) per "più" e 'm' con una tilde (m̄) per meno. L'asserzione (errata) di Pacioli nella Summa secondo cui non esisteva una soluzione generale alle equazioni cubiche aiutava a rendere popolare il problema. Nel 1994 per commemorare i 500 anni dalla sua prima pubblicazione è stato stampato dalla Zecca dello Stato un francobollo riportante l’immagine del Pacioli nell’atto d’insegnare su disegno di Ugo Pernazza.

## Contenuto
Il libro raccoglie i lavori di ricerche matematiche che non furono solo del Pacioli ma di studi durati almeno quarant'anni.

Riporta nella prima pagina la scritta: Frater Lucas de Burgo Sancti Sepulchri ordinis minorum et sacre theologie humilis professor. Come voleva la regola francescana, il cognome non appare mai.

Il testo si divide in due parti, quello dedicato alla matematica e all’algebra e quello dedicato alla contabilità con la Partita doppia e la finanza.

### Matematica
La parte dedicata alla matematica parte si divide in tractatus per l’aritmetica ed in capitula per la Geometria. Il testo è il primo lavoro stampato sull'algebra in volgare e precisamente in lingua italiana con molti vocaboli in dialetto veneziano,  e contiene la prima descrizione pubblicata del sistema di contabilità a partita doppia. Stabilì un nuovo metodo per la scrittura e l'argomentazione sull'algebra,  e il suo impatto sul successivo sviluppo e standardizzazione dei metodi di contabilità professionale fu così grande che Pacioli viene a volte definito il "padre della contabilità".
La Summa de arithmetica nella prima edizione si compone di dieci capitoli su una serie di argomenti matematici, che coprono in modo collettivo essenzialmente tutta la matematica del Rinascimento.

I primi sette capitoli formano un riassunto dell'aritmetica in 222 pagine. L'ottavo capitolo spiega l'algebra in 78 pagine. Il nono capitolo discute vari argomenti inerenti alle imprese e al commercio, tra cui il baratto, le cambiali, i pesi e le misure e la contabilità, in 150 pagine. Il decimo e ultimo capitolo descrive la geometria pratica (inclusa la trigonometria di base) in 151 pagine. L'opera fu dedicata a Guidobaldo da Montefeltro, duca di Urbino, patrono delle arti che Pacioli aveva incontrato a Roma alcuni anni prima.
Il contenuto matematico del libro attinge alle tradizioni delle scuole d'abaco nell'Italia settentrionale rinascimentale, dove i figli dei mercanti e della classe media studiarono l'aritmetica sul modello stabilito dal Liber abbaci di Leonardo Fibonacci. L'enfasi di questa tradizione si basava sulla facilità con il calcolo, usando il sistema numerico indù-arabo, sviluppato attraverso l'esposizione a numerosi problemi di esempio e studi di casi tratti principalmente da affari e commercio. Il lavoro di Pacioli insegna anche attraverso esempi, ma sviluppa anche argomenti per la validità delle sue soluzioni attraverso il riferimento a principi generali, assiomi e prove logiche. In questo modo il nuovo metodo inizia a reintegrare i metodi logici della geometria greca classica nella disciplina medievale dell'algebra.

### Contabilità e finanza

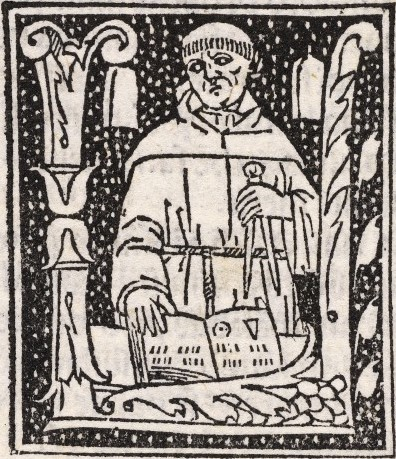
Luca Pacioli-Summa de arithmetica

La Parte prima, nella Distinctio Nona - Tractatus XI è contenuto il Tractatus de computis et scripturis che è un insieme delle norme che regolano la tecnica delle scritture doppie, e nella Distinctio Octaua-Tractatus Sextus, al foglio 149, sono elencati gli otto tipi di equazioni di grado superiore al secondo, di cui due dichiarati impossibili e risolti poi dal Niccolò Tartaglia:

all'interno del capitolo sugli affari, una sezione dal titolo Particularis de computis et scripturis (Dettagli di calcolo e registrazione) descrive i metodi di contabilità allora in uso tra i commercianti del nord Italia, tra cui contabilità a partita doppia, bilanci di prova, bilanci e altri strumenti ancora impiegato da contabili professionisti. Il capitolo aziendale introduce anche la regola del 72 per la previsione del valore futuro di un investimento, anticipando lo sviluppo del logaritmo di oltre un secolo.
Queste tecniche non hanno avuto origine da Pacioli, che si limitava a registrare e spiegare le migliori pratiche consolidate degli uomini d'affari contemporanei nella sua regione; tuttavia, il ruolo di Summa nella standardizzazione e diffusione dei metodi di contabilità professionale ha fatto guadagnare a Pacioli la reputazione di "padre della contabilità".